# Va te faire foutre Freddy !
Pour plus de détails, voir Fiche technique et Distribution.
Va te faire foutre Freddy ou parfois Va te faire voir Freddy  (Freddy Got Fingered) est un film comique américain, réalisé par Tom Green et sorti en 2001.
Co-écrit par Tom Green, qui fait ses débuts en tant que réalisateur, et Derek Harvie, le long-métrage raconte l'histoire d'un fainéant enfantin (joué par Green) qui souhaite devenir dessinateur professionnel tout en faisant face au comportement violent de son père. Son intrigue ressemble aux luttes de Green en tant que jeune homme essayant de faire reprendre sa série télévisée, qui deviendra plus tard la série MTV The Tom Green Show.
Sorti en salles le 20 avril 2001 et distribué par la 20th Century Fox, Va te faire foutre Freddy a été largement mal reçu par la critique au moment de sa sortie, beaucoup le considérant comme l'un des pires films de tous les temps, et a été un échec commercial, ne rapportant que 14,3 millions de dollars de recettes mondiales, légèrement au-dessus de son budget de 14 millions de dollars. Il a reçu huit nominations au Razzie Awards, remportant cinq prix, ainsi qu'un prix de la Dallas-Fort Worth Film Critics Association dans la catégorie pire film. Cependant, le film a rapidement développé un culte après sa sortie en vidéo et a fait l'objet d'une réévaluation critique.

## Synopsis
Gord Brody, âgé de 28 ans, est resté dans son enfance à travers les animations et les bandes dessinées. Il crée lui-même ses bandes animées et n'a qu'un souhait dans sa médiocre existence, qu'elles lui rapportent des montagnes d'argent.

## Fiche technique
- Titre original : Freddy Got Fingered
- Titre français et québécois : Va te faire foutre Freddy!
- Titre alternatif français : Va te faire voir Freddy[1]
- Réalisation : Tom Green
- Scénario : Tom Green et Derek Harvie
- Musique : Mike Simpson
- Direction artistique : Katterina Keith
- Décors : Bob Ziembicki
- Costumes : Glenne Campbell
- Photographie : Mark Irwin
- Son : Jonathan 'Earl' Stein
- Montage : Jacqueline Cambas
- Production : Larry Brezner, Howard Lapides et Lauren Lloyd
- Co-production : Marc S. Fischer
- Production associée : Derek Harvie
- Production déléguée : Arnon Milchan
- Sociétés de production : New Regency Productions, MBST/Lloyd Productions et Epsilon Motion Pictures
- Société de distribution : 20th Century Fox (États-Unis)
- Budget : 14 millions $
- Pays de production :  États-Unis
- Langue originale : anglais
- Format : couleur (DeLuxe) — 35 mm — 1,85:1  — son Dolby Digital
- Genre : comédie
- Durée : 88 minutes
- Dates de sortie : 
  - États-Unis : 20 avril 2001
  - France : 30 avril 2002
- Classifications :
  - États-Unis : R (Restricted) lors de sa sortie en salles
  - France : interdit aux moins de 12 ans lors de sa sortie en salles

## Distribution
- Eddie Kaye Thomas (VQ : François Godin) : Freddy Brody
- Tom Green (VQ : François Sasseville) : Gord Brody
- Rip Torn (VQ : Manuel Tadros) : Jim Brody
- Marisa Coughlan (VQ : Hélène Mondoux) : Betty
- Harland Williams (VQ : Martin Watier) : Darren
- Julie Hagerty (VQ : Madeleine Arsenault) : Julie Brody
- Joe Flaherty : William
- Anthony Michael Hall : Dave Davidson
- Stephen Tobolowsky : Oncle Neil
- Drew Barrymore (VQ : Aline Pinsonneault) : la réceptionniste de monsieur Davidson

 Source et légende : version québécoise (VQ) sur Doublage.qc.ca

## Sortie et accueil

### Réception critique
Va te faire voir Freddy est largement mal reçu par la critique au moment de sa sortie en salles aux États-Unis, obtenant un taux d'approbation de 11 % sur le site Rotten Tomatoes, basé sur 95 commentaires collectés et une moyenne de 3,2/10. Dans son consensus, le site note que « en le comparant défavorablement à des titres aussi tristement mauvais que Battlefield Earth, un nombre important de critiques qualifient la comédie extrêmement grossière de Tom Green de pire film qu'ils aient jamais vu ». Le site Metacritic, ayant collecté 25 commentaires, lui attribue un score de 13/100.
Malgré les critiques défavorables au moment de sa sortie, le film commence à avoir des éloges plus positifs au fil des années,,, en devenant un film culte après sa sortie en vidéo.

### Box-office
Va te faire foutre Freddy rencontre un échec commercial, ne rapportant que 14 343 028 $ de recettes mondiales, dont 14 254 993 $ aux États-Unis. En France, le film connaît une distribution limitée en salles avec 2 311 entrées. Le film va connaître un succès tardif en DVD. Tom Green a déclaré dans quelques interviews en 2010 que les ventes de DVD avaient augmenté de nombreuses années plus tard et qu'il y avait un culte qui a suivi.

## Distinctions
Ce film a reçu 5 Razzie Awards : celui du pire film, du pire premier rôle pour Tom Green, du pire second rôle pour Rip Torn, du pire scénario et du pire réalisateur. Fait rare, Tom Green est venu en personne à la cérémonie pour recevoir les récompenses.
 Sauf indication contraire, les informations mentionnées dans cette section peuvent être confirmées par la base de données cinématographiques IMDb,  présente dans la section « Liens externes ».

### Récompenses
- Golden Schmoes Awards 2001 : pire film de l'année
- Dallas-Fort Worth Film Critics Association Awards 2002 : pire film
- Stinkers Bad Movie Awards 2002 : 
  - pire film
  - pire acteur pour Tom Green
  - pire couple à l'écran pour Tom Green et toute personne, animal ou objet étranger
  - comédie la plus douloureusement drôle
  - pire sens de l'orientation (arrêtez-les avant qu'ils ne dirigent à nouveau !) pour Tom Green
- Razzie Awards 2002 : 
  - pire film
  - pire scénario pour Tom Green et Derek Harvie
  - pire réalisation pour Tom Green
  - pire acteur pour Tom Green
  - pire couple à l'écran pour Tom Green et tout animal dont il abuse
- The Guardian's Best Films 2009 : top 10 des films clés des années 2000

### Nominations
- Teen Choice Awards 2001 : Film que vos parents ne voulaient pas que vous voyiez
- Stinkers Bad Movie Awards 2002 : partition musicale la plus intrusive pour Michael Simpson
- Razzie Awards 2002 : 
  - pire acteur dans un second rôle pour Rip Torn
  - pire actrice dans un second rôle pour Julie Hagerty et Drew Barrymore
- Razzie Awards 2005 : pire comédie de ces 25 dernières années
- Razzie Awards 2010 : pire film de la décennie